# Gaddi (sikhisme)
Pour les articles homonymes, voir Gaddi.

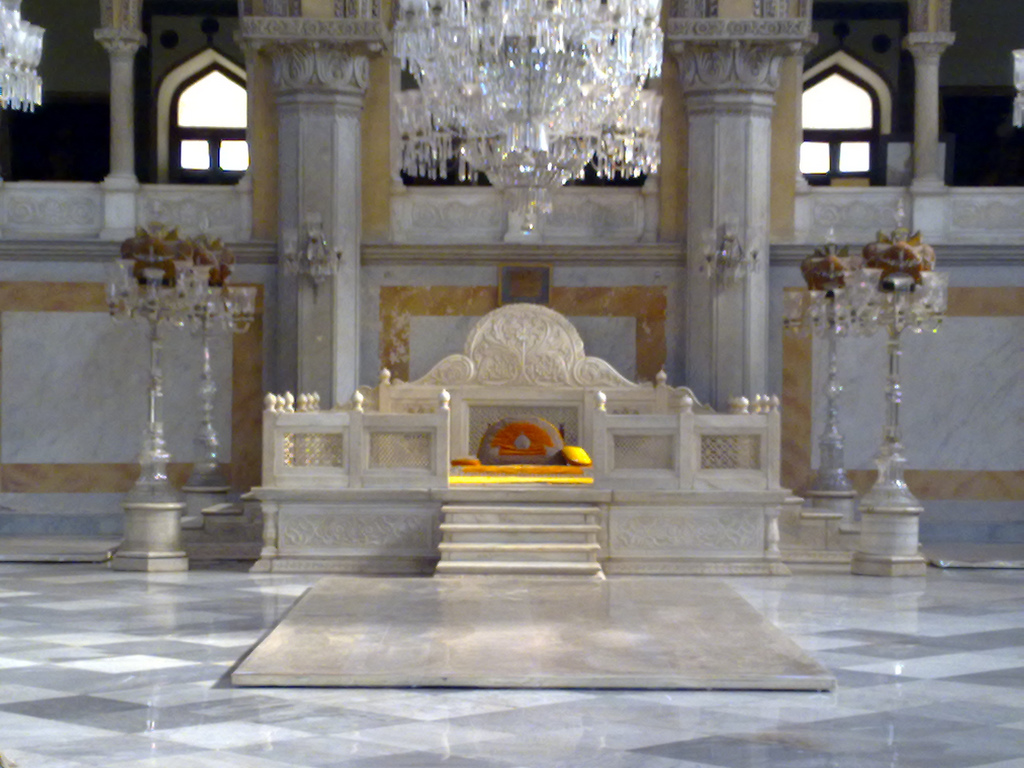
Photographie du trone de Nizham

Un gaddi dans le sikhisme est le siège du Guru. En Asie ce mot sert pour désigner le siège du pouvoir ou d'une autorité. Gaddi peut désigner une place, un endroit, un bureau. Ainsi Guru Angad a succédé au gaddi de Guru Nanak. Le jour où un des gourous du sikhisme a été intronisé est dit: jour du Guru Gaddi ou Guru Gaddi diwas. Les centenaires de ces journées où les Gurus ont pris leurs fonctions sont célébrés encore à l'heure actuelle en Inde.